# Équipe de Corée du Sud féminine de football à la Coupe du monde 2019
L'équipe de Corée du Sud féminine de football participe à la Coupe du monde de 2019 organisée en France du 7 juin 2019 au 7 juillet 2019.

## Qualification
La Corée du Sud se qualifie grâce à sa cinquième place à la Coupe d'Asie des nations féminine de football 2018.

## Préparation

### Maillot
Pendant la Coupe du Monde féminine 2019, l'équipe de Corée du Sud porte un maillot confectionné par l'équipementier Nike. Le maillot domicile est rouge. Le maillot extérieur est blanc avec traits rouges sur le haut et noir sur le bas.

## Joueuses et encadrement technique
La sélection finale est annoncée le 17 mai 2019

## Compétition
Pour un article plus général, voir Coupe du monde féminine de football 2019.

### Format et tirage au sort
Les 24 équipes qualifiées pour la Coupe du monde sont réparties en quatre chapeaux de six équipes. Lors du tirage au sort, six groupes de quatre équipes sont formés, les quatre équipes de chaque groupe provenant chacune d'un chapeau différent. Celles-ci s'affrontent une fois chacune : à la fin des trois journées, les deux premiers de chaque groupe sont qualifiés pour les huitièmes de finale, ainsi que les quatre meilleurs troisième de groupe.
La Corée du Sud est placée dans le chapeau 3.
Le chapeau 3 contient les équipes asiatiques (Corée du Sud, Chine et Thaïlande) aux côtés de deux européens (Italie, Écosse) et du représentant de l'Océanie, la Nouvelle-Zélande.
Le tirage donne alors pour adversaires le Nigeria, la France et la Norvège.

### Premier tour - Groupe A
| Rang | Équipe       | Pts | J | G | N | P | Bp | Bc | Diff |
| ---- | ------------ | --- | - | - | - | - | -- | -- | ---- |
| 1    | France       | 9   | 3 | 3 | 0 | 0 | 7  | 1  | +6   |
| 2    | Norvège      | 6   | 3 | 2 | 0 | 1 | 6  | 3  | +3   |
| 3    | Nigeria      | 3   | 3 | 1 | 0 | 2 | 2  | 4  | -2   |
| 4    | Corée du Sud | 0   | 3 | 0 | 0 | 3 | 1  | 8  | -7   |

#### France - Corée du Sud
| Match 1           | France                                                                                        | 4 - 0   | Corée du Sud | Parc des Princes, Paris                            |                                                    |
| 7 juin 2019 21:00 | (Henry ) Le Sommer 9e · (Thiney ) Renard 35e · (Majri ) Renard 45+2e · (Le Sommer ) Henry 85e | (3 - 0) |              | Spectateurs : 45 261 Arbitrage : Claudia Umpiérrez | Spectateurs : 45 261 Arbitrage : Claudia Umpiérrez |
| 7 juin 2019 21:00 | Rapport                                                                                       |         |              | Spectateurs : 45 261 Arbitrage : Claudia Umpiérrez | Spectateurs : 45 261 Arbitrage : Claudia Umpiérrez |

| France | Corée du Sud |

| FRANCE :         |    |                    |  |     |
|                  |    |                    |  |     |
| Gardien de but   | 16 | Sarah Bouhaddi     |  |     |
|                  | 4  | Marion Torrent     |  |     |
|                  | 19 | Griedge Mbock      |  |     |
|                  | 3  | Wendie Renard      |  |     |
|                  | 10 | Amel Majri         |  | 74e |
|                  | 6  | Amandine Henry     |  |     |
|                  | 17 | Gaëtane Thiney     |  | 86e |
|                  | 15 | Élise Bussaglia    |  |     |
|                  | 20 | Delphine Cascarino |  | 70e |
|                  | 9  | Eugénie Le Sommer  |  |     |
|                  | 11 | Kadidiatou Diani   |  |     |
| Remplaçantes :   |    |                    |  |     |
|                  | 13 | Valérie Gauvin     |  | 70e |
|                  | 2  | Ève Périsset       |  | 74e |
|                  | 8  | Grace Geyoro       |  | 86e |
| Sélectionneuse : |    |                    |  |     |
| Corinne Diacre   |    |                    |  |     |

| COREE DU SUD :  |    |               |  |     |
|                 |    |               |  |     |
| Gardien de but  | 18 | Kim Min-jeong |  |     |
|                 | 20 | Kim Hye-ri    |  |     |
|                 | 4  | Hwang Bo-ram  |  |     |
|                 | 5  | Kim Do-yeon   |  |     |
|                 | 16 | Jang Sel-gi   |  |     |
|                 | 15 | Lee Young-ju  |  | 69e |
|                 | 10 | Ji So-yun     |  |     |
|                 | 8  | Cho So-hyun   |  |     |
|                 | 12 | Kang Yu-mi    |  | 52e |
|                 | 11 | Jung Seol-bin |  | 86e |
|                 | 17 | Lee Geum-min  |  |     |
| Remplaçantes :  |    |               |  |     |
|                 | 23 | Kang Chae-rim |  | 52e |
|                 | 7  | Lee Min-a     |  | 69e |
|                 | 13 | Yeo Min-ji    |  | 86e |
| Sélectionneur : |    |               |  |     |
| Yoon Deok-yeo   |    |               |  |     |

| Assistantes : Luciana Mascaraña Mónica Amboya Quatrième arbitre : Melissa Borjas Cinquième arbitre : Mariana de Almeida Arbitre vidéo : Mauro Vigliano Assistants arbitre vidéo : José María Sánchez Martínez Felisha Mariscal Femme du Match : Wendie Renard |

#### Nigeria - Corée du Sud
| Match 13           | Nigeria                                 | 2 - 0   | Corée du Sud | Stade des Alpes, Grenoble                               |                                                         |
| 12 juin 2019 15:00 | Kim D. 29e (csc) · (Okeke ) Oshoala 75e | (1 - 0) |              | Spectateurs : 11 252 Arbitrage : Anastasia Pustovoitova | Spectateurs : 11 252 Arbitrage : Anastasia Pustovoitova |
| 12 juin 2019 15:00 | Rapport                                 |         |              | Spectateurs : 11 252 Arbitrage : Anastasia Pustovoitova | Spectateurs : 11 252 Arbitrage : Anastasia Pustovoitova |

| Nigeria | Corée du Sud |

| NIGERIA :        |    |                   |  |     |
|                  |    |                   |  |     |
| Gardien de but   | 16 | Chiamaka Nnadozie |  |     |
|                  | 3  | Osinachi Ohale    |  |     |
|                  | 4  | Ngozi Ebere       |  |     |
|                  | 5  | Onome Ebi         |  |     |
|                  | 8  | Asisat Oshoala    |  | 83e |
|                  | 9  | Desire Oparanozie |  |     |
|                  | 10 | Rita Chikwelu     |  | 61e |
|                  | 11 | Chinaza Uchendu   |  | 65e |
|                  | 13 | Ngozi Okobi       |  |     |
|                  | 17 | Francisca Ordega  |  | 80e |
|                  | 20 | Chidinma Okeke    |  |     |
| Remplaçantes :   |    |                   |  |     |
|                  | 18 | Halimatu Ayinde   |  | 65e |
|                  | 7  | Anam Imo          |  | 80e |
|                  | 12 | Uchenna Kanu      |  | 83e |
| Sélectionneuse : |    |                   |  |     |
| Thomas Dennerby  |    |                   |  |     |

| COREE DU SUD :  |    |               |  |     |
|                 |    |               |  |     |
| Gardien de but  | 18 | Kim Min-jeong |  |     |
|                 | 20 | Kim Hye-ri    |  |     |
|                 | 4  | Hwang Bo-ram  |  | 71e |
|                 | 5  | Kim Do-yeon   |  |     |
|                 | 16 | Jang Sel-gi   |  |     |
|                 | 7  | Lee Min-a     |  | 56e |
|                 | 10 | Ji So-yun     |  | 49e |
|                 | 8  | Cho So-hyun   |  |     |
|                 | 23 | Kang Chae-rim |  | 76e |
|                 | 11 | Jung Seol-bin |  | 56e |
|                 | 17 | Lee Geum-min  |  |     |
| Remplaçantes :  |    |               |  |     |
|                 | 9  | Moon Mi-ra    |  | 56e |
|                 | 13 | Yeo Min-ji    |  | 56e |
|                 | 19 | Lee So-dam    |  | 76e |
| Sélectionneur : |    |               |  |     |
| Yoon Deok-yeo   |    |               |  |     |

| Assistantes : Ekaterina Kurochkina Petruta Iugulescu Quatrième arbitre : Ekaterina Koroleva Cinquième arbitre : Julia Magnusson Arbitre vidéo : Carlos del Cerro Grande Assistants arbitre vidéo : Leslie Vasquez Paolo Valeri Femme du Match : Asisat Oshoala |

#### Corée du Sud - Norvège
| Match 26           | Corée du Sud        | 1 - 2   | Norvège                                        | Stade Auguste-Delaune, Reims                           |                                                        |
| 17 juin 2019 21:00 | (Geum-min ) Yeo 77e | (0 - 1) | Graham Hansen 4e (pén.) · Herlovsen 50e (pén.) | Spectateurs : 13 034 Arbitrage : Marie-Soleil Beaudoin | Spectateurs : 13 034 Arbitrage : Marie-Soleil Beaudoin |
| 17 juin 2019 21:00 | Rapport             |         |                                                | Spectateurs : 13 034 Arbitrage : Marie-Soleil Beaudoin | Spectateurs : 13 034 Arbitrage : Marie-Soleil Beaudoin |

| Corée du Sud | Norvège |

| COREE DU SUD :  |    |                |  |     |
|                 |    |                |  |     |
| Gardien de but  | 18 | Kim Min-jeong  |  |     |
|                 | 2  | Lee Eun-mi     |  | 79e |
|                 | 9  | Moon Mi-ra     |  | 82e |
|                 | 5  | Kim Do-yeon    |  |     |
|                 | 16 | Jang Sel-gi    |  |     |
|                 | 13 | Yeo Min-ji     |  | 85e |
|                 | 10 | Ji So-yun      |  |     |
|                 | 8  | Cho So-hyun    |  | 4e  |
|                 | 23 | Kang Chae-rim  |  | 66e |
|                 | 14 | Shin Dam-yeong |  |     |
|                 | 17 | Lee Geum-min   |  |     |
| Remplaçantes :  |    |                |  |     |
|                 | 7  | Lee Min-a      |  | 66e |
|                 | 3  | Jeong Yeong-a  |  | 79e |
|                 | 12 | Kang Yu-mi     |  | 82e |
| Sélectionneur : |    |                |  |     |
| Yoon Deok-yeo   |    |                |  |     |

| NORVEGE :       |    |                            |  |     |
|                 |    |                            |  |     |
| Gardien de but  | 1  | Ingrid Hjelmseth           |  |     |
|                 | 2  | Ingrid Moe Wold            |  |     |
|                 | 3  | Maria Thorisdottir         |  |     |
|                 | 6  | Maren Mjelde               |  |     |
|                 | 8  | Vilde Bøe Risa             |  |     |
|                 | 9  | Isabell Herlovsen          |  | 69e |
|                 | 10 | Caroline Graham Hansen     |  | 54e |
|                 | 11 | Lisa-Marie Karlseng Utland |  | 46e |
|                 | 14 | Ingrid Syrstad Engen       |  |     |
|                 | 16 | Guro Reiten                |  |     |
|                 | 17 | Kristine Minde             |  |     |
| Remplaçantes :  |    |                            |  |     |
|                 | 21 | Karina Sævik               |  | 46e |
|                 | 18 | Frida Maanum               |  | 54e |
|                 | 7  | Elise Thorsnes             |  | 69e |
| Sélectionneur : |    |                            |  |     |
| Martin Sjögren  |    |                            |  |     |

| Assistantes : Princess Brown Stephanie-Dale Yee Sing Quatrième arbitre : Gladys Lengwe Cinquième arbitre : Maria Salamasina Arbitre vidéo : Christopher Beath Assistants arbitre vidéo : Lucie Ratajova Mohammed Abdulla Mohammed Femme du Match : Caroline Graham Hansen |

## Temps de jeu
| Joueuse                |            |            |            | TT         | But inscrit | Passe décisive | MJ         | MT         | Légende |
| ---------------------- | ---------- | ---------- | ---------- | ---------- | ----------- | -------------- | ---------- | ---------- | --- |
| Gardiennes             | Gardiennes | Gardiennes | Gardiennes | Gardiennes | Gardiennes  | Gardiennes     | Gardiennes | Gardiennes | Abréviations et symboles : TT : Total de minutes jouées MJ : Nombre de matchs joués MT : Matchs joués en tant que titulaire : but : passe décisive : joueuse entrée : joueuse remplacée : capitaine : carton jaune : carton rouge |
| Kim Min-jeong          | 90         | 90         | 90         | 270        | -           | -              | 3          | 3          | Abréviations et symboles : TT : Total de minutes jouées MJ : Nombre de matchs joués MT : Matchs joués en tant que titulaire : but : passe décisive : joueuse entrée : joueuse remplacée : capitaine : carton jaune : carton rouge |
| Kang Ga-ae             | -          | -          | -          | -          | -           | -              | -          | -          | Abréviations et symboles : TT : Total de minutes jouées MJ : Nombre de matchs joués MT : Matchs joués en tant que titulaire : but : passe décisive : joueuse entrée : joueuse remplacée : capitaine : carton jaune : carton rouge |
| Jung Bo-ram            | -          | -          | -          | -          | -           | -              | -          | -          | Abréviations et symboles : TT : Total de minutes jouées MJ : Nombre de matchs joués MT : Matchs joués en tant que titulaire : but : passe décisive : joueuse entrée : joueuse remplacée : capitaine : carton jaune : carton rouge |
| Défenseures            |            |            |            |            |             |                |            |            | Abréviations et symboles : TT : Total de minutes jouées MJ : Nombre de matchs joués MT : Matchs joués en tant que titulaire : but : passe décisive : joueuse entrée : joueuse remplacée : capitaine : carton jaune : carton rouge |
| Lee Eun-mi             | -          | -          | 79         | 79         | -           | -              | 1          | 1          | Abréviations et symboles : TT : Total de minutes jouées MJ : Nombre de matchs joués MT : Matchs joués en tant que titulaire : but : passe décisive : joueuse entrée : joueuse remplacée : capitaine : carton jaune : carton rouge |
| Jeong Yeong-a          | -          | -          | 11         | 11         | -           | -              | 1          | -          | Abréviations et symboles : TT : Total de minutes jouées MJ : Nombre de matchs joués MT : Matchs joués en tant que titulaire : but : passe décisive : joueuse entrée : joueuse remplacée : capitaine : carton jaune : carton rouge |
| Hwang Bo-ram           | 90         | 90         | -          | 180        | -           | -              | 2          | 2          | Abréviations et symboles : TT : Total de minutes jouées MJ : Nombre de matchs joués MT : Matchs joués en tant que titulaire : but : passe décisive : joueuse entrée : joueuse remplacée : capitaine : carton jaune : carton rouge |
| Kim Do-yeon            | 90         | 90         | 90         | 270        | -           | -              | 3          | 3          | Abréviations et symboles : TT : Total de minutes jouées MJ : Nombre de matchs joués MT : Matchs joués en tant que titulaire : but : passe décisive : joueuse entrée : joueuse remplacée : capitaine : carton jaune : carton rouge |
| Lim Seon-joo           | -          | -          | -          | -          | -           | -              | -          | -          | Abréviations et symboles : TT : Total de minutes jouées MJ : Nombre de matchs joués MT : Matchs joués en tant que titulaire : but : passe décisive : joueuse entrée : joueuse remplacée : capitaine : carton jaune : carton rouge |
| Shin Dam-yeong         | -          | -          | 90         | 90         | -           | -              | 1          | 1          | Abréviations et symboles : TT : Total de minutes jouées MJ : Nombre de matchs joués MT : Matchs joués en tant que titulaire : but : passe décisive : joueuse entrée : joueuse remplacée : capitaine : carton jaune : carton rouge |
| Jang Sel-gi            | 90         | 90         | 90         | 270        | -           | -              | 3          | 3          | Abréviations et symboles : TT : Total de minutes jouées MJ : Nombre de matchs joués MT : Matchs joués en tant que titulaire : but : passe décisive : joueuse entrée : joueuse remplacée : capitaine : carton jaune : carton rouge |
| Kim Hye-ri             | 90         | 90         | -          | 180        | -           | -              | 2          | 2          | Abréviations et symboles : TT : Total de minutes jouées MJ : Nombre de matchs joués MT : Matchs joués en tant que titulaire : but : passe décisive : joueuse entrée : joueuse remplacée : capitaine : carton jaune : carton rouge |
| Milieux                |            |            |            |            |             |                |            |            | Abréviations et symboles : TT : Total de minutes jouées MJ : Nombre de matchs joués MT : Matchs joués en tant que titulaire : but : passe décisive : joueuse entrée : joueuse remplacée : capitaine : carton jaune : carton rouge |
| Lee Min-a              | 21         | 56         | 24         | 101        | -           | -              | 3          | 1          | Abréviations et symboles : TT : Total de minutes jouées MJ : Nombre de matchs joués MT : Matchs joués en tant que titulaire : but : passe décisive : joueuse entrée : joueuse remplacée : capitaine : carton jaune : carton rouge |
| Cho So-hyun            | 90         | 90         | 90         | 270        | -           | -              | 3          | 3          | Abréviations et symboles : TT : Total de minutes jouées MJ : Nombre de matchs joués MT : Matchs joués en tant que titulaire : but : passe décisive : joueuse entrée : joueuse remplacée : capitaine : carton jaune : carton rouge |
| Moon Mi-ra             | -          | 34         | 82         | 116        | -           | -              | 2          | 1          | Abréviations et symboles : TT : Total de minutes jouées MJ : Nombre de matchs joués MT : Matchs joués en tant que titulaire : but : passe décisive : joueuse entrée : joueuse remplacée : capitaine : carton jaune : carton rouge |
| Kang Yu-mi             | 52         | -          | 8          | 60         | -           | -              | 2          | 1          | Abréviations et symboles : TT : Total de minutes jouées MJ : Nombre de matchs joués MT : Matchs joués en tant que titulaire : but : passe décisive : joueuse entrée : joueuse remplacée : capitaine : carton jaune : carton rouge |
| Lee Young-ju           | 69         | -          | -          | 69         | -           | -              | 1          | 1          | Abréviations et symboles : TT : Total de minutes jouées MJ : Nombre de matchs joués MT : Matchs joués en tant que titulaire : but : passe décisive : joueuse entrée : joueuse remplacée : capitaine : carton jaune : carton rouge |
| Lee So-dam             | -          | 14         | -          | 14         | -           | -              | 1          | -          | Abréviations et symboles : TT : Total de minutes jouées MJ : Nombre de matchs joués MT : Matchs joués en tant que titulaire : but : passe décisive : joueuse entrée : joueuse remplacée : capitaine : carton jaune : carton rouge |
| Kang Chae-rim          | 38         | 76         | 66         | 180        | -           | -              | 3          | 2          | Abréviations et symboles : TT : Total de minutes jouées MJ : Nombre de matchs joués MT : Matchs joués en tant que titulaire : but : passe décisive : joueuse entrée : joueuse remplacée : capitaine : carton jaune : carton rouge |
| Attaquantes            |            |            |            |            |             |                |            |            | Abréviations et symboles : TT : Total de minutes jouées MJ : Nombre de matchs joués MT : Matchs joués en tant que titulaire : but : passe décisive : joueuse entrée : joueuse remplacée : capitaine : carton jaune : carton rouge |
| Ji So-yun              | 90         | 90         | 90         | 270        | -           | -              | 3          | 3          | Abréviations et symboles : TT : Total de minutes jouées MJ : Nombre de matchs joués MT : Matchs joués en tant que titulaire : but : passe décisive : joueuse entrée : joueuse remplacée : capitaine : carton jaune : carton rouge |
| Jung Seol-bin          | 86         | 56         | -          | 142        | -           | -              | 2          | 2          | Abréviations et symboles : TT : Total de minutes jouées MJ : Nombre de matchs joués MT : Matchs joués en tant que titulaire : but : passe décisive : joueuse entrée : joueuse remplacée : capitaine : carton jaune : carton rouge |
| Yeo Min-ji             | 4          | 34         | 90         | 128        | 1           | -              | 3          | 1          | Abréviations et symboles : TT : Total de minutes jouées MJ : Nombre de matchs joués MT : Matchs joués en tant que titulaire : but : passe décisive : joueuse entrée : joueuse remplacée : capitaine : carton jaune : carton rouge |
| Lee Geum-min           | 90         | 90         | 90         | 270        | -           | 1              | 3          | 3          | Abréviations et symboles : TT : Total de minutes jouées MJ : Nombre de matchs joués MT : Matchs joués en tant que titulaire : but : passe décisive : joueuse entrée : joueuse remplacée : capitaine : carton jaune : carton rouge |
| Son Hwa-yeon           | -          | -          | -          | -          | -           | -              | -          | -          | Abréviations et symboles : TT : Total de minutes jouées MJ : Nombre de matchs joués MT : Matchs joués en tant que titulaire : but : passe décisive : joueuse entrée : joueuse remplacée : capitaine : carton jaune : carton rouge |
| Total                  |            |            |            |            |             |                |            |            | Abréviations et symboles : TT : Total de minutes jouées MJ : Nombre de matchs joués MT : Matchs joués en tant que titulaire : but : passe décisive : joueuse entrée : joueuse remplacée : capitaine : carton jaune : carton rouge |
| Équipe de Corée du Sud | 90         | 90         | 90         | 270        | 1           | 1              | 3          | -          | Abréviations et symboles : TT : Total de minutes jouées MJ : Nombre de matchs joués MT : Matchs joués en tant que titulaire : but : passe décisive : joueuse entrée : joueuse remplacée : capitaine : carton jaune : carton rouge |